# Эссен, Николай Оттович фон
Никола́й О́ттович фон Э́ссен  (11 (23) декабря 1860, Санкт-Петербург — 7 (20) мая 1915, Ревель) — русский адмирал (14.04.1913), командующий русским флотом Балтийского моря.
Старший брат Антона Оттовича фон Эссена.

## Биография
Родился в Санкт-Петербурге в семье Отто Васильевича Эссена (1828—1876), будущего сенатора, статс-секретаря и товарища (заместителя) министра юстиции Российской империи. Отец происходил из рода балтийских немецких дворян со времён императора Петра I верно служивших России, и получивших титул эстляндских баронов в XVIII веке. Это давало право использовать приставку «фон» носителям фамилии. В семье воспитывался с братьями – будущими юристами Алексеем (?—1937), Антоном и Михаилом (1871—1908).

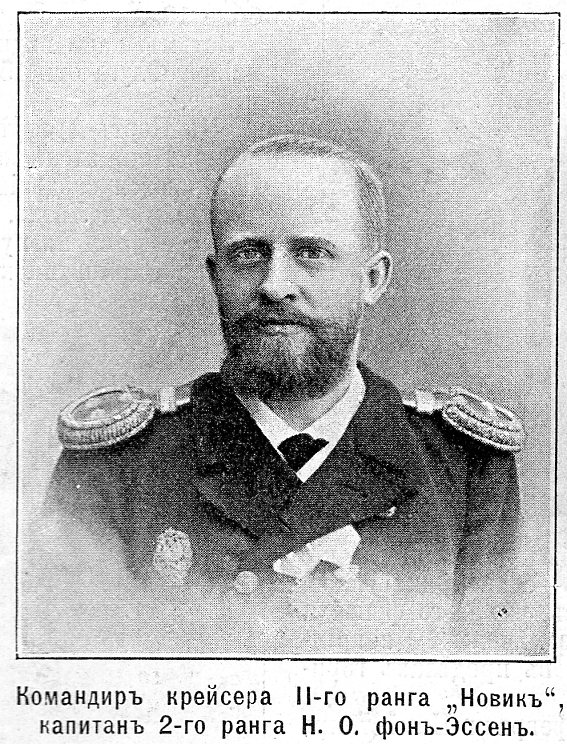
Н. О. фон Эссен 1904 г.

В некоторых источниках упоминаются шведские корни адмирала, связанная с отношением ко всем немцам в СССР как к «неблагонадёжным элементам». Как утверждает правнук брата адмирала, Николай фон Эссен: «Пришлось выдумывать всякие оправдания, что на самом деле мы не немцы, а шведы, чтобы не сослали».
В сентябре 1875 года в возрасте 15 лет поступил в Морское училище, которое окончил в 1880 году. Затем, в 1886 году окончил механическое отделение Николаевской морской академии, в 1891 — Артиллерийский офицерский класс.
В 1897—1898 годах командовал миноносцем № 120; в 1898—1900 годах был старшим офицером канонерской лодки «Грозящий»; в 1901—1902 годах — командиром парохода «Славянка».
С 6 февраля 1902 по 17 марта 1904 года — командир крейсера 2-го ранга «Новик». В утреннем бою у Порт-Артура «Новик» под его командованием действовал наиболее дерзко и выполнил торпедную атаку по флагманскому кораблю адмирала Х. Того, хоть торпеда в цель не попала, но японцы спешно отвели флот от крепости. С 17 марта по 20 декабря 1904 года — командир эскадренного броненосца «Севастополь»; участвовал в сражении в Жёлтом море и в обороне Порт-Артура.
В последние дни обороны Порт-Артура броненосец «Севастополь» был затоплен в связи со сдачей крепости, выдержав напоследок 7-дневное сражение с 26 ноября по 3 декабря 1904 года с всеми миноносными силами японского флота (огнём «Севастополя» были потоплены 2 миноносца и 13 получили повреждения), команда попала в японский плен. Эссен в плен идти отказался, дал подписку о неучастии в войне, через США вернулся в Россию, где был назначен командиром 20-го флотского экипажа.

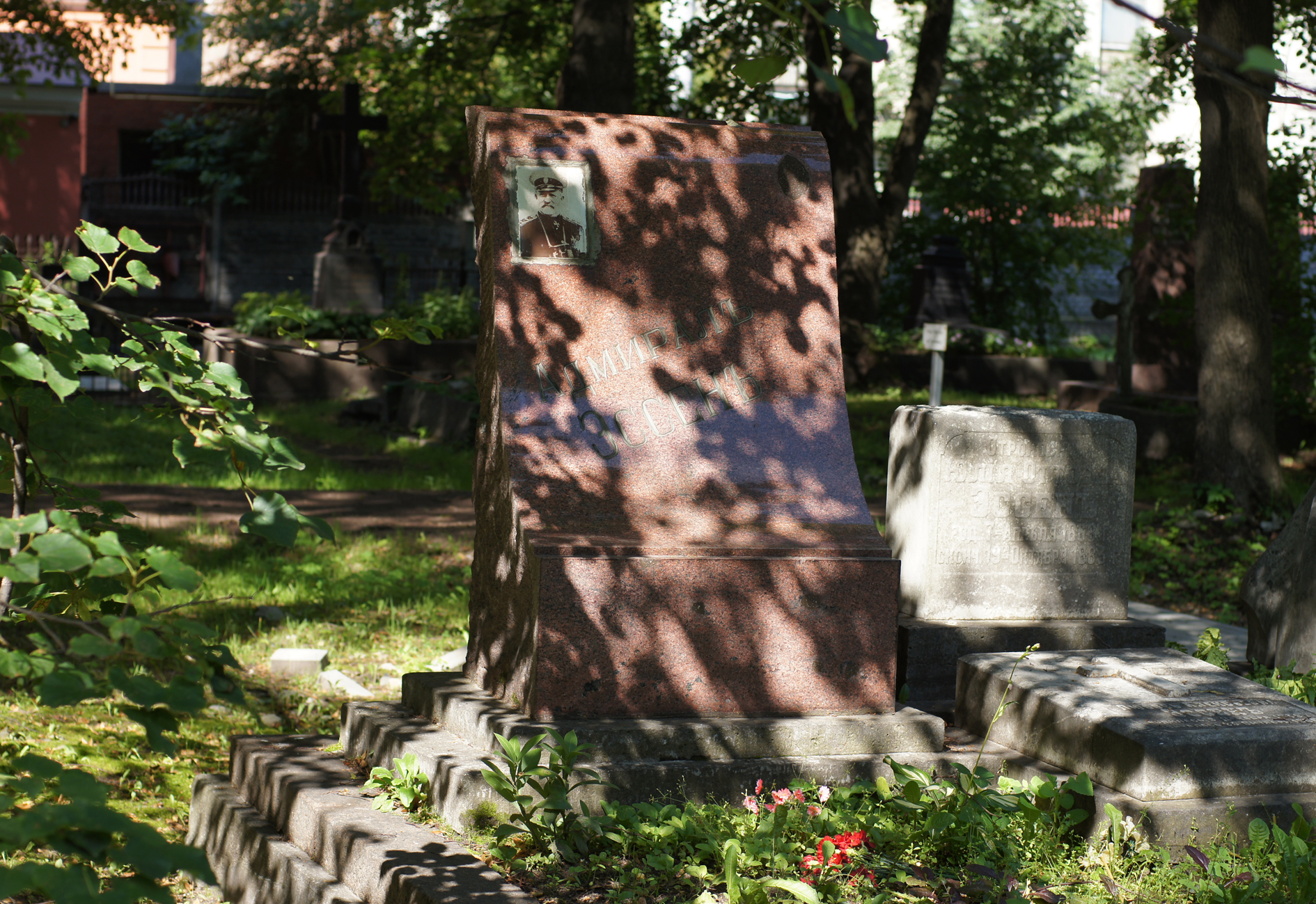
Надгробие над могилой адмирала Н. О. фон Эссена на Новодевичьем кладбище в Петербурге (уч. 5)

В 1905 году заведовал стратегической частью Главного морского штаба; в 1906 году — командир строившегося в Англии крейсера «Рюрик». С 28 августа 1906 года был начальником 1-го отряда минных судов Балтийского моря (в декабре 1907 года отряд преобразован в Дивизию эскадренных миноносцев); 5 апреля 1907 года произведён в чин контр-адмирала с зачислением 27 августа того же года в Свиту Его Императорского Величества. Полностью перестроил всю систему боевой подготовки кораблей, благодаря чему к 1908 году дивизия стала наиболее боеспособным соединением флота.
В 1908—1909 годах — начальник соединённых отрядов Балтийского моря на правах начальника Морских сил; в 1909—1910 годах  исполняющий должность начальника Действующего флота Балтийского моря; 18 апреля 1910 года был произведён в чин вице-адмирала с утверждением в должности начальника Действующего флота Балтийского моря.
В 1911—1914 годах — командующий Морскими силами Балтийского моря; 14 апреля 1913 года произведён в чин адмирала.
С началом Первой мировой войны был назначен командующим флотом Балтийского моря (1914—1915). Флот под руководством Н. О. фон Эссена осуществил быструю мобилизацию, развертывание и постановку минных заграждений, что устранило риск внезапного удара со стороны противника и позволило сковать более сильного противника.

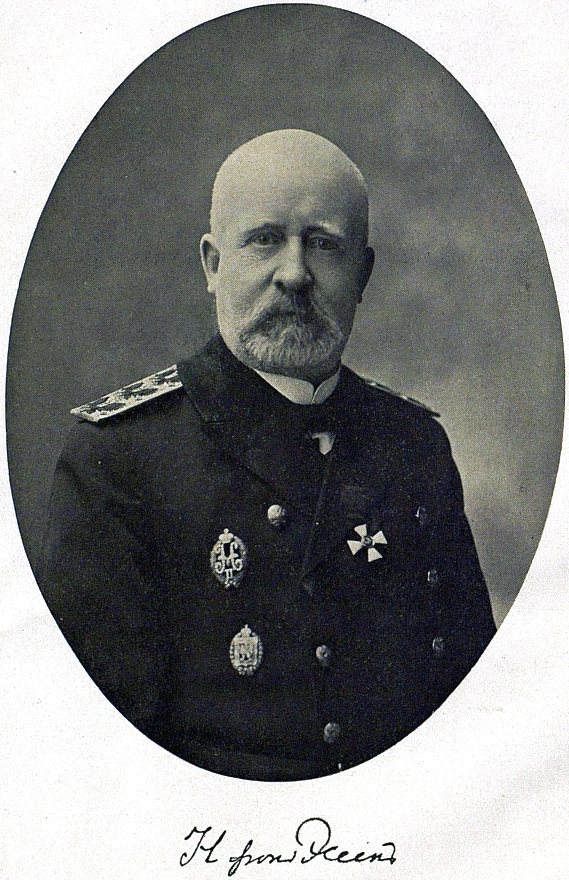
Николай Оттович фон Эссен

Умер 7 (20) мая 1915 года в Ревеле от крупозного воспаления лёгких, погребён на Новодевичьем кладбище в Петрограде.

## Награды
- Орден Святого Станислава 2-й степени
- Орден Святой Анны 2-й степени
- Орден Святого Владимира 4-й степени
- Орден Святого Станислава 1-й степени
- Орден Святой Анны 1-й степени
- Золотое оружие с надписью «За храбрость» (14 марта 1904)
- Орден Святого Георгия 4-й степени (17 апреля 1905)
- орден Белого орла с мечами (12 декабря 1914)
- Орден Святого Владимира 2-й степени

Иностранные:
- Греческий орден Спасителя 3-й степени (1893)
- Черногорский орден Князя Даниила I 5-й степени (1899)
- Французский Орден Почётного легиона, кавалерский крест (1902)
- Королевский Викторианский орден 2-го класса (1908)
- Шведский Орден Меча, командорский крест 1-го класса (1908)
- Французский орден Почётного легиона, командорский крест (1908)
- Датский орден Данеброг (1912)
- Французский орден Почётного легиона, офицерский крест (1914)
- Французский Орден Чёрной звезды, большой крест (1914)

## Семья
Жена: Мария Михайловна (урождённая Васильева; 1860—1928) — дочь чиновника-коллежского советника, выпускница Мариинской женской гимназии 1882 года; после начала Первой мировой войны занималась благотворительностью, после 1917 года — на Кавказе, в 1920-х гг. вернулась в Ленинград. Похоронена на Новодевичьем кладбище (Ленинград).
Дети:
- Мария Николаевна (по мужу Страхова; 12 ноября 1886 — 25 мая 1971) — окончила Санкт-Петербургское Училище ордена Святой Екатерины, при выпуске пожалована во фрейлины, в 1908 году вышла замуж за мичмана Бориса Петровича Страхова. После гибели мужа – командира подводной лодки в 1917 году, работала в Морском генштабе, 20 марта 1919 года уволена «за контрреволюционность», с 1922 года в Петрограде, преподавала в Индустриальном институте, репрессирована (в марте 1935 года сослана с дочерью Мариной на 5 лет в Тургай). после возвращения из ссылки проживала в Ленинграде. Эвакуирована из блокадного Ленинграда в Нальчик. После оккупации немцами Нальчика, вывезена без дочери в Австрию. После окончания войны опасаясь репрессий, отказалась от возвращения в СССР. Проживала в Нью-Йорке, где и умерла.
- Антоний Николаевич (29 июля 1888 — сентябрь 1917) — флагманский штурман штаба дивизиона подводных лодок, командир подводной лодки «АГ-14», погиб при выполнении боевого задания осенью 1917 года.
- Юлия Николаевна (по первому мужу Дитерихс, по второму мужу Ринк; 29 марта 1892 — 16 декабря 1963) —  получила среднее образование, в 1912 году вышла замуж за мичмана Владимира Владимировича Дитерихса, в начале Первой мировой войны прошла курс обучения при Общине сестёр милосердия Красного Креста имени генерал-адъютанта М. П. фон Кауфмана. 29 октября 1914 года зачислена в штат Петроградского морского госпиталя. После 1917 года давала частные уроки английского языка. В 1930-х гг. преподавала в Ленинградском институте искусств. Репрессирована (в марте 1935 г. Сослана на 5 лет в Тургай). В 1950-х годах эмигрировала в США; проживала в Нью-Йорке, где и умерла.
- Вера Николаевна (1897—1941) — получила среднее образование, после революции давала частные уроки английского языка, заболела психическим заболеванием, репрессирована (в марте 1935 г. сослана на 5 лет в Тургай), перед войной лечилась в психиатрической больнице в Петергофе, где и была расстреляна немцами во время оккупации.

## Память
В июле 2011 года на судостроительном заводе «Янтарь» в Калининграде был заложен сторожевой корабль «Адмирал Эссен» — второй корабль проекта 11356; 7 ноября 2014 года корабль был спущен на воду; 7 июня 2016 года был передан флоту и на нём был поднят военно-морской флаг. Корабль несёт службу на Черноморском флоте.
В фильме «Моонзунд» (1988) роль адмирала Эссена исполнил Евгений Евстигнеев, в фильме «Адмиралъ» (2008) — Андрей Толубеев.